# Neuri
I Neuri (in greco antico: Νευροί, trasl. neuròi) erano un'antica popolazione del nord Europa citati per la prima volta da Erodoto: secondo lo storico, essi si sarebbero sviluppati tra le odierne Polonia e Lituania oppure nei pressi del Bug orientale. I Neuri presentavano delle somiglianze con gli Sciti, ma a differenza di questi ultimi erano probabilmente di origine slava; Erano famosi perché oltre ad essere sciamani si trasformavano anche, una volta all'anno, in licantropi: si tratterebbe con ampia probabilità dello stesso popolo nominato da Claudio Tolomeo come Navari (Ναουαρόι, Nauaròi) nella sua Geografia.

## Citazione di Erodoto

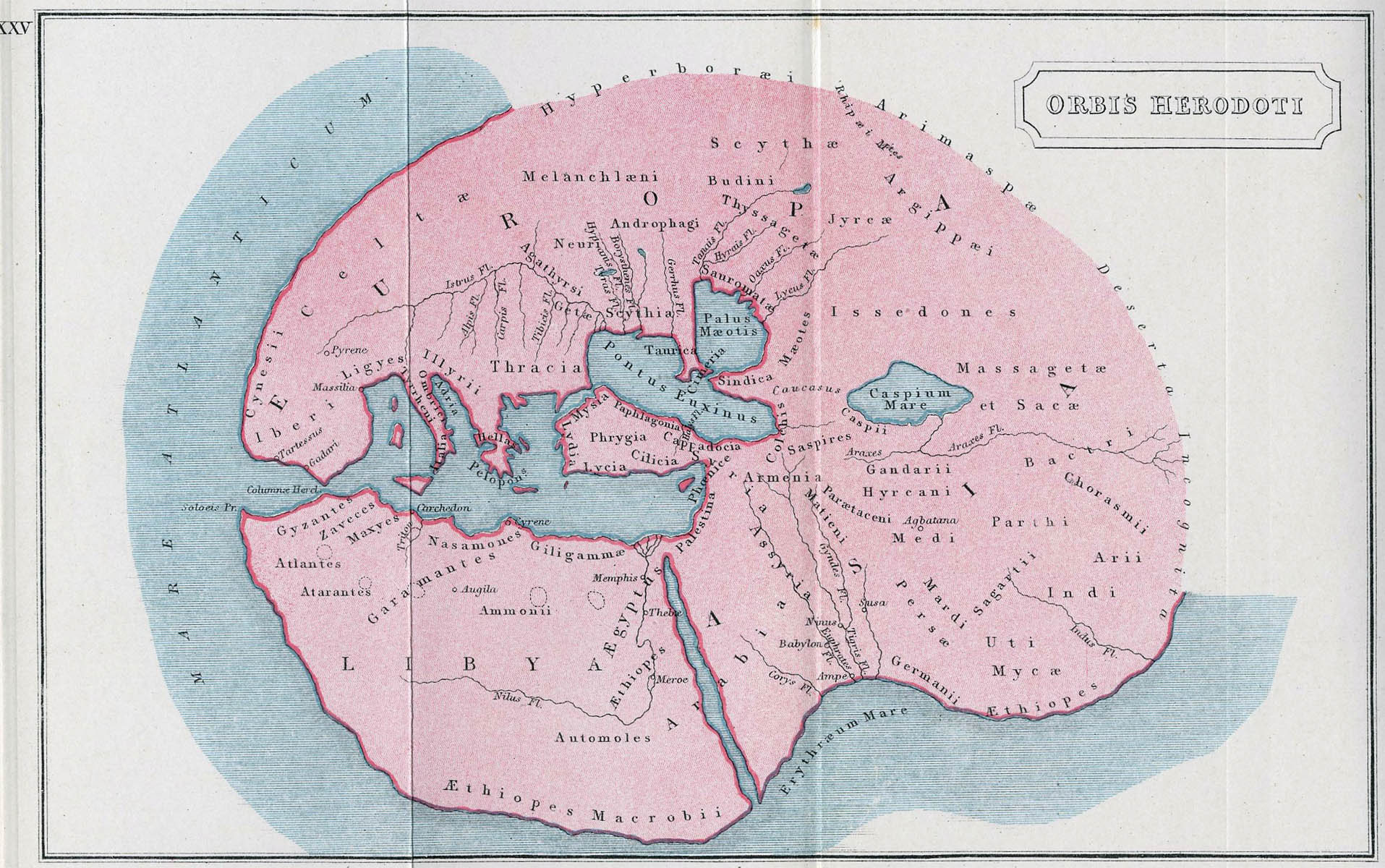
I Neuri (appena in basso a destra rispetto alla R di Europa) in una mappa del XIX secolo intitolata «Mondo di Erodoto»

Secondo Erodoto, i Neuri dovettero emigrare dalla propria terra "una generazione prima dell'attacco del re persiano, Dario I" nel 512 a.C. "a causa di un'invasione di serpenti" e andando a convivere con i Budini. Il greco cita anche un resoconto degli "Sciti" a cui afferma di non credere secondo cui si sosteneva che una volta all'anno,così gli Sciti e i Greci di Olbia raccontarono all'autore, ognuno di loro si trasformava per alcuni giorni in un lupo: una leggenda che sopravvive ancora tra la Volinia e la Bielorussia. L'accenno alla loro trasformazione in lupo è la più antica notizia pervenuta sulla licantropia. Forse si trattava di un riferimento ai riti sciamanici ai quali erano associati. Il passo integrale del greco recita:
(Erodoto, Storie, IV, 105.)
Asseriva a proposito della medesima popolazione in un passaggio precedente: "a nord dei Neuri, per quanto ne sappiamo, non ci vive uomo".
Riferimenti ai Neuri in eolica antica sono rinvenibili anche in Claudio Tolomeo, negli scritti del geografo romano Pomponio Mela e nelle opere di Stefano di Bisanzio.

## Interpretazioni moderne

### Olof Von Dalin
Nel XVIII secolo, lo storico svedese Olof von Dalin sostenne che i Neuri fossero un popolo di etnia mista, composto da Sciti, greci ed ebrei che accompagnarono i Budini e i "pastori sciti" verso le isole svedesi intorno al 400 a.C.; questo esodo fu il risultato della pressione dei Macedoni e a questo punto lo scrittore giungeva ad affermare una conclusione molto forte, ovvero che fossero antenati comuni dei finlandesi, dei sami e degli estoni: 
Questa teoria, tuttavia, è stata scartata da ricercatori e linguisti moderni che non hanno trovato connessioni tra le lingue uraliche e quelle semitiche.

### Neuri come Balti orientali
Sempre più studiosi (incluso il linguista lettone Pēteris Šmits) giungono alla conclusione che i Neuri erano una delle tribù baltiche orientali, cronologicamente vissuti in contemporanea con la diffusione della cultura di Milograd e nelle aree tra Daugava e Dniepr.

## Geografia

### Idronimia e toponomastica
Forse, l'origine del nome del fiume Narew (chiamato dai lituani Naura) e del lago Narač in Bielorussia è dovuta ai Neuri. Le persone che vivevano nella regione adiacente a tale popolazione erano di etnia baltica in quel momento; nomi di villaggi come Nur sono oggi rintracciabili nei toponimi dei luoghi vicini alla foresta di Białowieża (situata al confine tra la Bielorussia e la Polonia). Il fiume Nurzec, con chiari riferimenti ai Neuri, è localizzato nella stessa regione geografica: più in generale, disparati toponimi relativi all'antico popolo possono scoprirsi dalla Russia Bianca fino alla Podolia.